# Berichte der Naturforschenden Gesellschaft zu Freiburg
Die Berichte der Naturforschenden Gesellschaft zu Freiburg (vollausgeschrieben Berichte der Naturforschenden Gesellschaft zu Freiburg i. Br., in Literaturangaben abgekürzt mit Ber. Naturf. Ges. Freiburg i. Br., im Folgenden auch kurz die Berichte genannt.) sind eine Fachzeitschrift für Naturkunde der Naturforschenden Gesellschaft zu Freiburg im Breisgau (NFG). Sie erschien erstmalig 1886, zuvor war sie seit 1858 als Berichte über die Verhandlungen der naturforschenden Gesellschaft zu Freiburg i. B. erschienen.

## Historie
Ursprünglich lag es nicht in der Zielsetzung der 1821 gegründeten Naturforschenden Gesellschaft zu Freiburg im Breisgau (NFG), eine Fachzeitschrift herauszugeben. Mit der zunehmenden Professionalisierung der Naturwissenschaften wurde jedoch der schnelle Austausch von Forschungsergebnissen immer wichtiger. Dies äußerte sich ab dem frühen 19. Jahrhundert in einer Gründungswelle von naturwissenschaftlichen Fachzeitschriften. Auch die NFG kam diesem Trend mit der Herausgabe der Berichte über die Verhandlungen der naturforschenden Gesellschaft zu Freiburg i. B. nach, in denen eine große Breite von naturwissenschaftlichen Fachgebieten abgedeckt wurde.
Waren die Veröffentlichungen hauptsächlich gekürzte Wiedergaben der gehaltenen Vorträge, so wurde zunehmend eine höhere Qualität der Beiträge erforderlich. Dieser Schritt wurde final 1886 vollzogen, als die Zeitschrift den bis heute (Stand 2023) gültigen gekürzten Titel Berichte der Naturforschenden Gesellschaft zu Freiburg erhielt. Zu dem Qualitätsanstieg trugen sowohl junge als auch ältere Naturwissenschaftler bei: Die Jungen erhielten die Möglichkeit, ihre ersten Forschungsarbeiten (zumeist Dissertationen) dem Fachpublikum vorzustellen, bereits etablierte Autoren vergrößerten mit ihrem Namen die Reputation der Zeitschrift. Dabei waren die Autoren zumeist Mitglieder der NFG. In der Zeitschrift wurden auch kontroverse Beiträge und Repliken veröffentlicht, was für die hohe Reputation der Berichte spricht.
Auch wurden die Berichte gegen Ende des 19. Jahrhunderts zunehmend in Übersee begehrt (im Tausch gegen Zeitschriften von dort). Um die hierfür erforderliche Qualität zu erreichen, wurde in der herausgebenden NFG eine 3-köpfige Redaktionskommission eingerichtet (Satzung der NFG von 1898), die 1913 auf 5 Personen erweitert wurde.
Während im 19. Jahrhundert Beiträge aus der Biologie zahlenmäßig dominierten, wurde diese Position von den Geowissenschaften mit Anfang des 20. Jahrhunderts streitig gemacht.
Nach dem Ersten Weltkrieg wurde der Austausch der Berichte mit anderen Ländern wieder aufgenommen, insbesondere in den USA gab es viele Partner. Dieser Austausch wurde auch während der Zeit des Nationalsozialismus vor Beginn des Zweiten Weltkriegs weiter ausgebaut. Während die Berichte zuvor politisch neutral waren, tauchten jetzt einzelne Artikel mit politischem Hintergrund auf. 1942 erschien kriegsbedingt der letzte Band (38).
Nach dem Zweiten Weltkrieg wurde die Wiederaufnahme der Berichte auch aus der Universität Freiburg heraus mit hoher Priorität verfolgt, waren die Berichte doch ein wesentliches Argument für die Wiedergründung der NFG. Im Juni 1947 lag bereits ein vollständiges Manuskript vor, bis zur Veröffentlichung des ersten Nachkriegsbands (39) sollte es aber noch bis 1949 dauern. Mit diesem Band wurde eine äußerst produktive Phase eingeleitet: Bis 1970 erschien jedes Jahr ein neuer Band. In dieser Zeit verlagerte sich der Schwerpunkt der Beiträge endgültig zu den Geowissenschaften, 1970 stellten sie 86 % der Artikel. Auch der Austausch der Beiträge mit Fachzeitschriften anderer Träger wurde schnell wieder aufgenommen. Dabei lag der Schwerpunkt jetzt eindeutig bei Partnern aus dem Ausland. Insbesondere mit den westlichen Ländern erfolgte ein deutlicher Ausbau gegenüber dem Vorkriegsniveau. Damit waren die Berichte als Fachzeitschrift auch im internationalen Raum etabliert.

## Inhaltliche Ausrichtung
Inhalte sind Arbeiten, die vorzugsweise das Arbeitsgebiet der Naturforschenden Gesellschaft zu Freiburg im Breisgau (NFG) betreffen. Dieses besteht aus den Geowissenschaften (insbesondere Mineralogie, Geologie, Physische Geographie, Kulturgeographie, Meteorologie und Hydrologie), der Biologie (Geobotanik, Zoologie, Ökologie), den Forstwissenschaften sowie Ur- und Frühgeschichte, Archäologie.

## Verfügbarkeit
Alle Artikel der Berichte der Naturforschenden Gesellschaft zu Freiburg sind in ZOBODAT verfügbar.